# Linia kolejowa Chartres – Bordeaux
Linia kolejowa Chartres – Bordeaux – linia kolejowa we Francji łącząca Chartres z Bordeaux. Została ukończona w 1911 roku, a od 1938 zarządzana jest przez Société nationale des chemins de fer français. Ma blisko 500 km długości i oficjalny numer 500 000 w wykazie RFF. Linia zasłynęła m.in. z zastosowania nowych materiałów budowlanych. Charakterystycznym obiektem na całej trasie jest ponad 2 km most w Cubzac-les-Ponts.